# Свети Георги (Дебрен)
Вижте пояснителната страница за други значения на Свети Георги.
„Свети Георги“ е православна църква в неврокопското село Дебрен, България, част от Неврокопската епархия на Българската православна църква.

## Местоположение
Църквата е разположена в Старо Дебрен и е една от малкото сравнително добре запазени сгради в напуснатото през 60-те години на XX век село.

## История
В 20-те години на XX век в помашкото село Дебрен се заселват българи бежанци от Ловча и от Гайтаниново. Новите заселници решават да издигнат християнски храм, посветен на Свети Георги, по името на съществувалият в близката местност Свети Георги храм, останките на който все още личат. Изграждането на църквата започва през 30-те години. Камбаната е отлята в двора на готовата църква от майстор камбанолеяр от Горно Броди.
Иконостасът е дървен, с малки резбовани елементи и с два реда икони. Колоните, които разделят корабите в наоса, както и свързващите ги арки са изрисувани. На тавана традиционно има изображение на Иисус Христос Вседържител, а над четири от колоните на евангелистите Лука, Марко, Матей и Йоан.
Сградата е изоставена в годините на комунистическото управление. След установяването на демокрация в страната в 1989 година, храмът е частично ремонтиран, но по-късно е запуснат и подложен на иманярски набези. Откраднати са икони, а камбаната е нарязана и предадена за вторични суровини.